# Plaine orientale
La Plaine orientale est une plaine côtière située au milieu de la façade littorale de l'est de la Corse, dans le département de la Haute-Corse. 

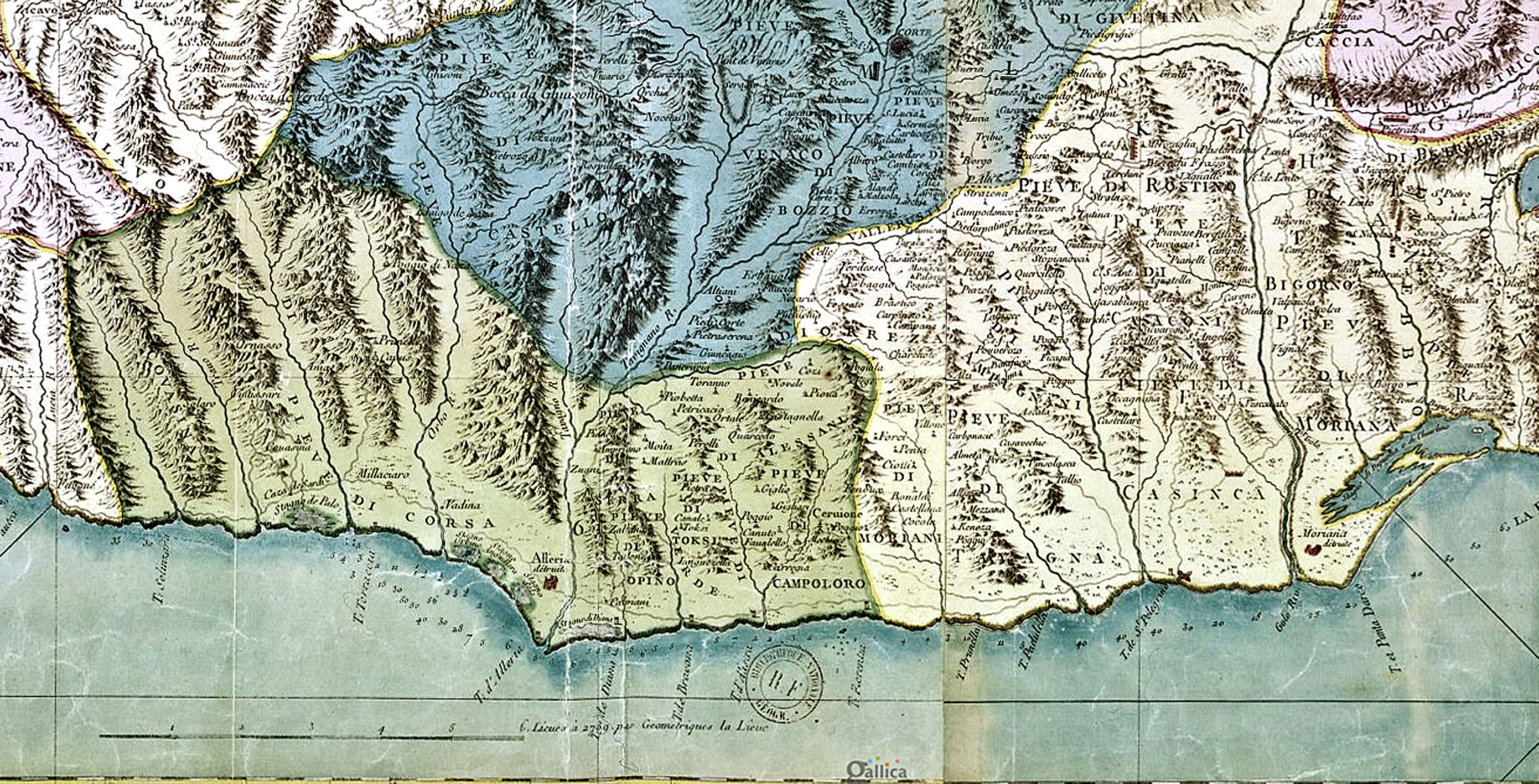
La Plaine orientale sur la Carte militaire de l'isle de Corse chez Le Rouge (A Paris) 1768

## Géographie

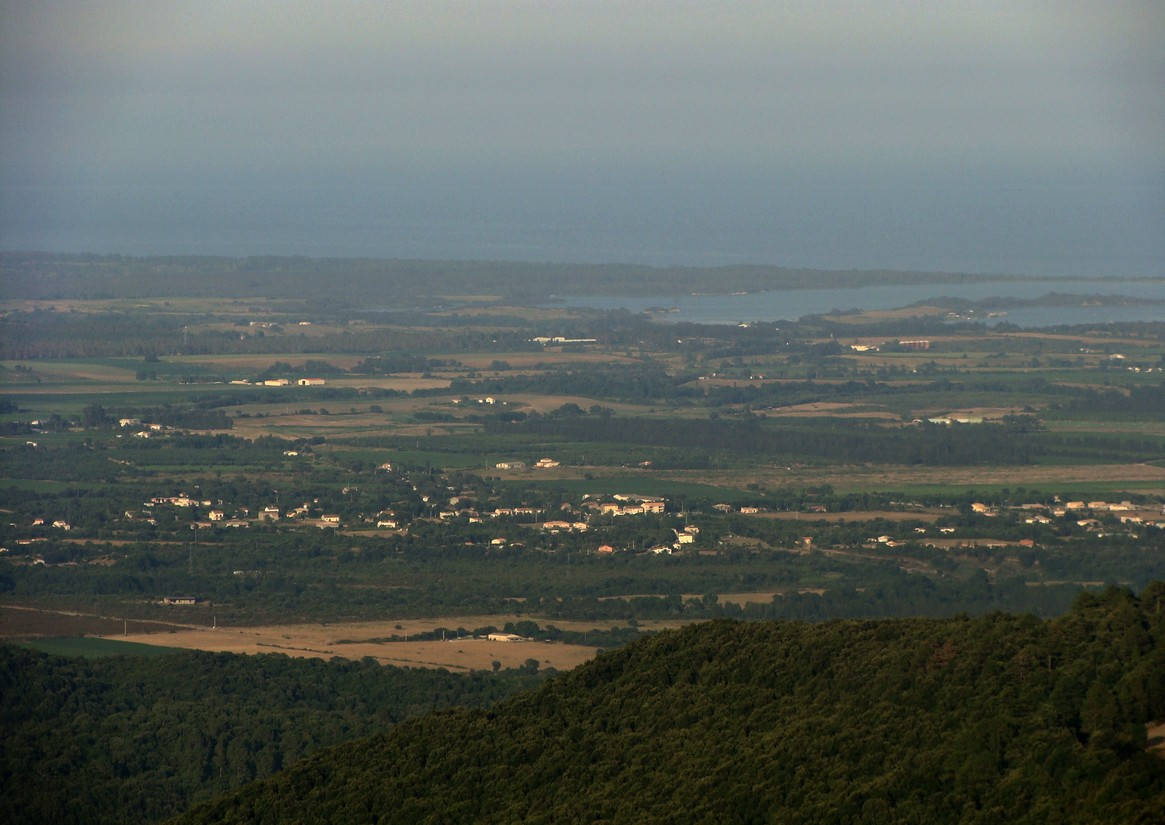
La Plaine orientale en direction de Ghisonaccia et de l'étang d'Urbino

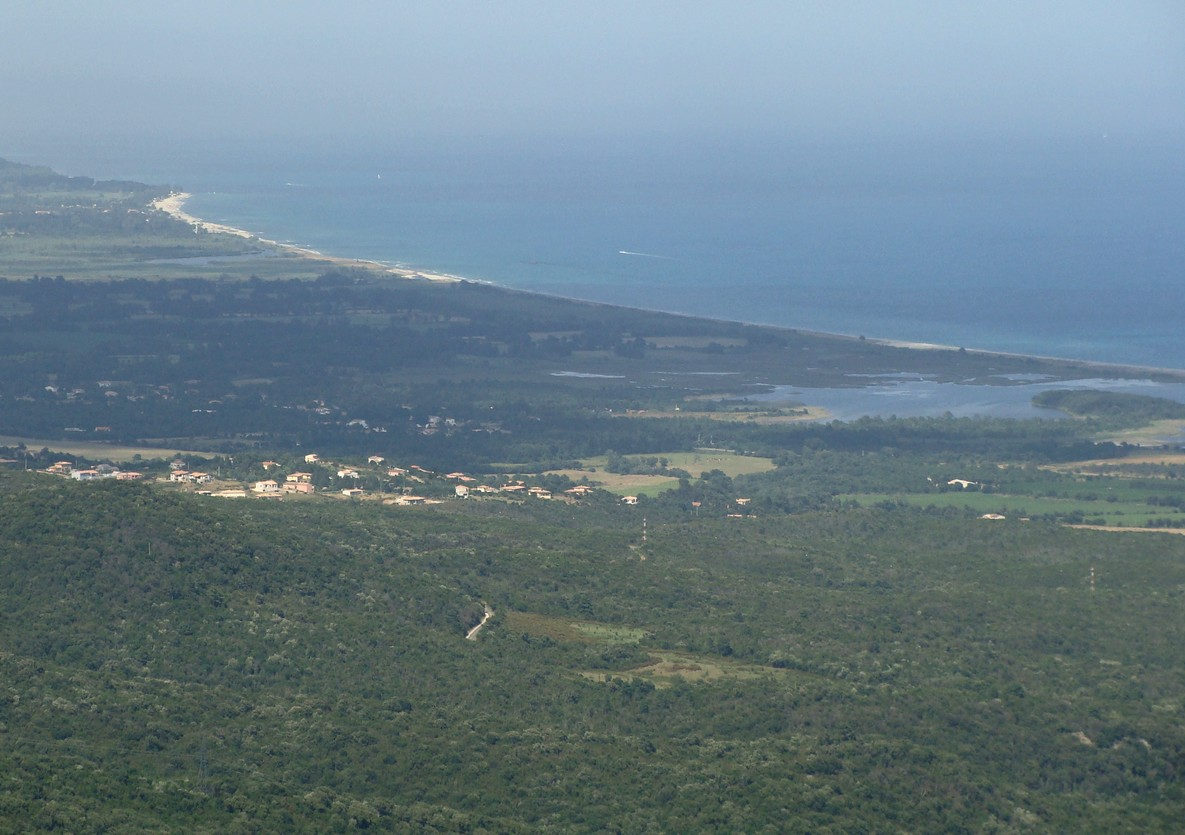
La côte sud de la Plaine orientale

La Plaine orientale s'étend entre mer et montagnes, du « grand sud bastiais », soit en suite de la Plaine de la Marana au nord, jusqu'à Solenzara au sud, sur une largeur de 10 à 15 kilomètres et d'une longueur de 80 km du nord au sud. 

### Situation
Son territoire est délimité : 
- au nord par le cours du Golo en Casinca
- à l'est une façade maritime sur la mer Tyrrhénienne partant de l'embouchure du Golo au nord jusqu'à l'embouchure de la Solenzara au sud
- au sud par le cours de la Solenzara
- à l'ouest par des contreforts montagneux, ceux du massif schisteux de la Castagniccia au nord avec le sommet mythique du Monte San Petrone[Note 1], et ceux du massif du Renoso au sud, séparés par la vallée basse du Tavignano.

Pour certains, la Plaine orientale démarre au sud même de Bastia, incluant la plaine de la Marana. Pour d'autres, la Plaine orientale équivaut à la partie littorale de l'ancienne province d'Aléria, de Valle-di-Campoloro à Solaro. Mais tous s'accordent à dire que la Plaine s'arrête au sud au niveau de Solenzara, au nord de la Côte des Nacres rocheuse, déchiquetée.

### Composition
Le territoire de la Plaine orientale est composé de :
- La Casinca, pour sa partie appelée « Plaine de Vescovato[Note 2] », au nord
- la Costa Verde, « Costa Verde » est le nom donné à la bande littorale comprise entre la Castagniccia et la mer, entre Casinca au nord et Costa Serena au sud.
- la Costa Serena qui occupe la partie sud de la Plaine orientale de l'île dite encore « plaine d'Aléria », à mi-chemin entre Bastia et Porto-Vecchio, à une distance équivalente de Corte au centre de la Corse.

### Constitution

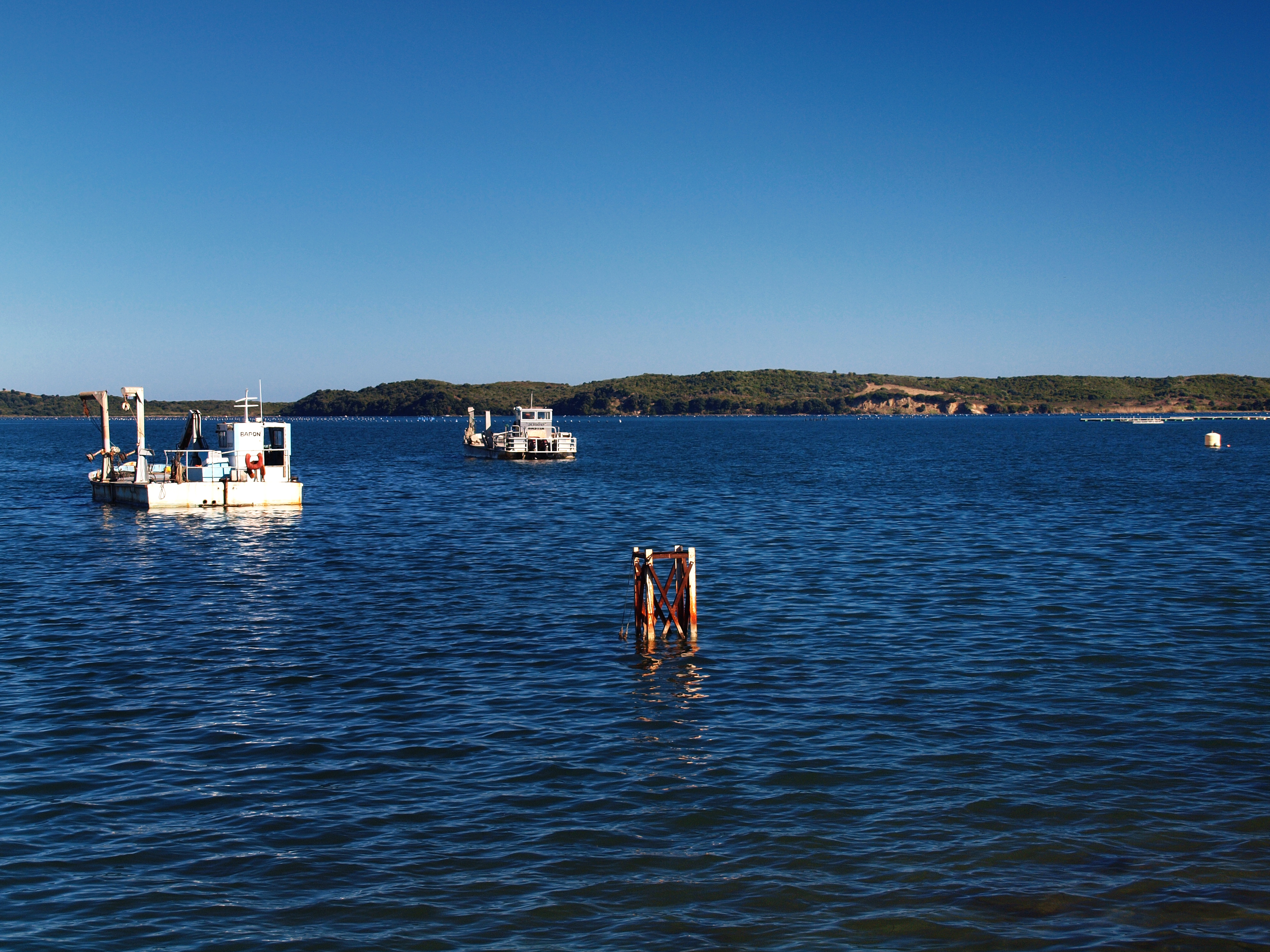
L'étang de Diana

Au fil des temps, la longue plaine côtière a été formée de roches sédimentaires marines et alluviales. C'est en grande partie une plaine alluviale formée par le remaniement marin des alluvions des torrents Golo, Fium'Alto, Bravona, Tavignano, Tagnone et Fium'Orbu pour ne citer que les principaux, descendant du centre de la Corse et bordée d'une suite de plages de sable fin.
Elle se caractérise par ses nombreux étangs et zones humides dont les trois plus grands sont les étangs de Diana, d'Urbino et de Palu, séparés de la mer Tyrrhénienne par de longs cordons lagunaires.
En limite du parc naturel régional de Corse et de la Castagniccia, les contreforts montagneux sont couverts d'une dense végétation, un épais et haut maquis composé majoritairement de bruyères et d'arbousiers, au milieu desquels poussent des chênes verts, des chênes-lièges, des châtaigniers et des oliviers sauvages. 
La plaine est constituée de terres fertiles qui ont été de longtemps cultivées. Marius avait fondé Mariana, une colonie romaine en Casinca en 93 av. J.-C., Sylla installa en 83 av. J.-C., Alalia une colonie marchande à l'embouchure du Tavignano, et Pise a laissé la remarquable église de la Canonica. D'aucuns disent que la Plaine orientale a été jadis le « grenier de Rome ».
C'est aujourd'hui une riche plaine, plantée en vigne et arbres fruitiers (clémentines, pruniers, amandiers, oliviers, kiwis, etc), où le paludisme a été pratiquement éradiqué, mettant fin ainsi à la légende de la malaria en Corse. Du désert humain qu'elle a été durant des siècles, la Plaine orientale voit son développement s'accroître rapidement car elle possède de remarquables atouts touristiques.
La côte n'étant que plages de sable, un seul port a été construit, celui de Campoloro, gagné sur la mer, avec les effets néfastes que sa construction a engendrés. Autrefois, les Romains disposaient d'un port de guerre situé sur la côte même ou dans l'étang de Diana : Dianæ portus, à proximité de la ville d'Aléria.

## Histoire

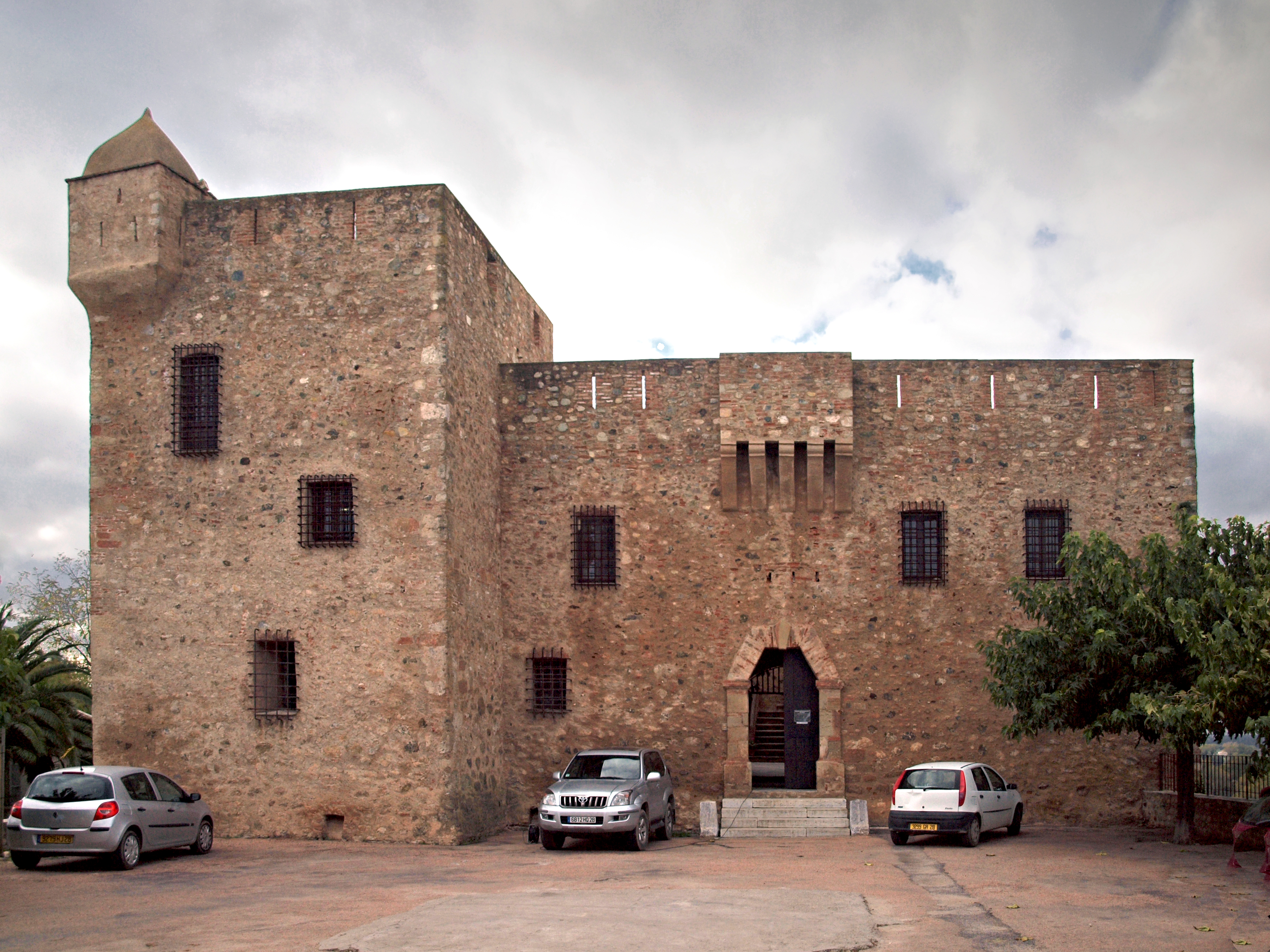
Fort de Matra - Aléria.

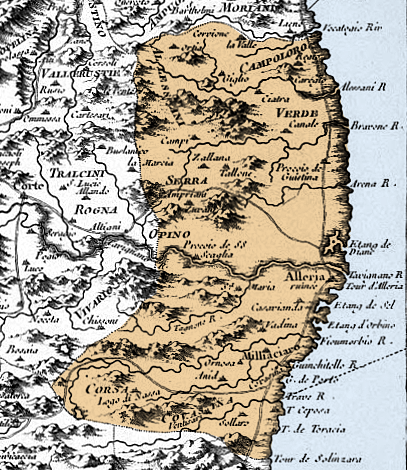
Province d'Alleria sur la Carte de l'isle de Corse Bellin (1764).

La Plaine orientale a été occupée depuis l'Antiquité. La cité d'Alalia fut la capitale de la Corse antique, grecque, étrusque, carthaginoise et romaine. Elle avait été fondée en 565 av. J.-C..

En 935, la vieille colonie d'Aléria était devenue un des principaux boulevards des Sarrasins. 

« Les premiers corsaires qui la prirent, la saccagèrent de fond en comble, mais lorsque le nombre de leurs compatriotes s'accrut, ils durent chercher à relever les ruines romaines et à s'y établir. Passionnés pour les courses de taureaux et les luttes d'hommes, il ne serait pas extraordinaire qu'ils eussent rebâti, ou même seulement restauré l'amphithéâtre. De ses proportions toutes mesquines, on peut conclure que la population d'Aleria était très faible, à l'époque où il fut construit, car je ne suppose pas qu'il ait jamais pu contenir plus de deux mille spectateurs »

— Mérimée in Notes d'un voyage en Corse - 1840
. J'ai attribué ces constructions aux musulmans, mais elles peuvent encore être l'ouvrage des chrétiens du VIe siècle au VIIIe siècle, époque de barbarie, s'il en fut..
Aléria étant ruinée, pour se mettre à l'abri des Barbaresques qui razziaient fréquemment le littoral, l'évêque d'Aléria demeurait à Cervione dont l'église Saint-Erasme a été une cathédrale de 1558 à la Révolution de 1789.
C'est sur les hauteurs qu'autrefois la population avait établi ses communautés, afin de voir venir l'envahisseur barbaresque qui a razzié pendant près de trois siècles les côtes de l'île.
Au XVIIIe siècle, la Plaine orientale était composée de :
- la province d'Aléria dans son intégralité, soit les pièves d'Alesani, Campoloro, Verde, Serra, Cursa et Coasina réunies, avec Aléria pour chef-lieu ;
- le sud de la province de Bastia, avec les pièves de Marana, Casinca, Tavagna et Moriani.